# Granges-Narboz
Granges-Narboz és un municipi francès situat al departament del Doubs i a la regió de Borgonya - Franc Comtat. L'any 2007 tenia 723 habitants.

## Demografia

### Població
El 2007 la població de fet de Granges-Narboz era de 723 persones. Hi havia 267 famílies de les quals 44 eren unipersonals (13 homes vivint sols i 31 dones vivint soles), 89 parelles sense fills, 125 parelles amb fills i 9 famílies monoparentals amb fills.
La població ha evolucionat segons el següent gràfic:
Habitants censats

### Habitatges
El 2007 hi havia 277 habitatges, 263 eren l'habitatge principal de la família, 5 eren segones residències i 9 estaven desocupats. 218 eren cases i 58 eren apartaments. Dels 263 habitatges principals, 221 estaven ocupats pels seus propietaris, 27 estaven llogats i ocupats pels llogaters i 16 estaven cedits a títol gratuït; 6 tenien dues cambres, 28 en tenien tres, 63 en tenien quatre i 166 en tenien cinc o més. 246 habitatges disposaven pel capbaix d'una plaça de pàrquing. A 92 habitatges hi havia un automòbil i a 166 n'hi havia dos o més.

### Piràmide de població
La piràmide de població per edats i sexe el 2009 era:
| Homes | Edats   | Dones |
| ----- | ------- | ----- |
| 0     | 95 o +  | 0     |
| 0     | 90 a 94 | 0     |
| 0     | 85 a 89 | 4     |
| 0     | 80 a 84 | 4     |
| 8     | 75 a 79 | 4     |
| 16    | 70 a 74 | 8     |
| 16    | 65 a 69 | 28    |
| 8     | 60 a 64 | 12    |
| 16    | 55 a 59 | 8     |
| 24    | 50 a 54 | 28    |
| 8     | 45 a 49 | 16    |
| 28    | 40 a 44 | 12    |
| 32    | 35 a 39 | 32    |
| 28    | 30 a 34 | 32    |
| 32    | 25 a 29 | 24    |
| 12    | 20 a 24 | 12    |
| 12    | 15 a 19 | 20    |
| 8     | 10 a 14 | 16    |
| 48    | 5 a 9   | 4     |
| 20    | 0 a 4   | 44    |

## Economia
El 2007 la població en edat de treballar era de 456 persones, 354 eren actives i 102 eren inactives. De les 354 persones actives 338 estaven ocupades (183 homes i 155 dones) i 16 estaven aturades (6 homes i 10 dones). De les 102 persones inactives 33 estaven jubilades, 40 estaven estudiant i 29 estaven classificades com a «altres inactius».

### Ingressos
El 2009 a Granges-Narboz hi havia 334 unitats fiscals que integraven 942 persones, la mediana anual d'ingressos fiscals per persona era de 21.687 €.

### Activitats econòmiques
Dels 37 establiments que hi havia el 2007, 1 era d'una empresa alimentària, 1 d'una empresa de fabricació de material elèctric, 2 d'empreses de fabricació d'altres productes industrials, 10 d'empreses de construcció, 4 d'empreses de comerç i reparació d'automòbils, 4 d'empreses de transport, 5 d'empreses financeres, 3 d'empreses immobiliàries, 6 d'empreses de serveis i 1 d'una empresa classificada com a «altres activitats de serveis».
Dels 10 establiments de servei als particulars que hi havia el 2009, 1 era una funerària, 2 tallers de reparació d'automòbils i de material agrícola, 2 paletes, 1 guixaire pintor, 1 fusteria, 1 lampisteria, 1 empresa de construcció i 1 agència immobiliària.
L'any 2000 a Granges-Narboz hi havia 8 explotacions agrícoles.

## Poblacions més properes
El següent diagrama mostra les poblacions més properes.